# Diaea insignis
Diaea insignis es una especie de araña cangrejo del género Diaea, familia Thomisidae. Fue descrita científicamente por Thorell en 1877.

## Distribución
Esta especie se encuentra en Indonesia (Célebes).